# Доктор Стрендж (персонаж)
Доктор Стівен Вінсент Стрендж (англ. Doctor Stephen Vincent Strange), більш відомий як Доктор Стрендж (англ. Doctor Strange) — персонаж з коміксів американського видавництва Marvel Comics; супергерой, який володіє магічними силами. У минулому Стівен Стрендж був нейрохірургом, та наразі є Верховним Магом Землі, основним захисником планети від містичних загроз. Дебютував у Срібній Добі коміксів та мав власну серію коміксів.
Перша поява Доктора Стренджа не в коміксах відбулась у телевізійному фільмі «Доктор Стрендж» (1978 року), який не мав успіху у прихильників коміксу та був негативно зустрінутий критиками, через це всі плани на повноцінний серіал про персонажа провалились. Після цього Стрендж з'являвся в різних мультсеріалах, заснованих на коміксах Marvel. В однойменному фільмі 2016 року у рамках кінематографічного всесвіту MarveI роль Стівена Стренджа виконав британський актор театру і кіно Бенедикт Камбербетч.

## Біографія персонажу

### Походження
Стівен Стрендж був талановитим нейрохірургом, але при цьому людиною він був самозакоханою і самовпевненою. Стрендж міг стати знаменитим лікарем, але на одному урочистому вечорі напився, а потім, повертаючись додому зі своєю вагітною дружиною, потрапив в автомобільну аварію: Стівен не впорався з керуванням машини, і вона врізалася в стовп. Дружина Стренджа в аварії гине, а він сам отримує сильне пошкодження обох рук, через якого кар'єра Стівена як нейрохірурга закінчилася.
Бажаючи залишитися лікарем, майбутній магістр містичних наук відправляється в подорож по світу на пошуки методу зцілення для своїх рук. Подорожуючи, Стрендж дізнався про одну людину, на ім'я Старійшина, який живе в Тибеті й здатен творити чудеса. Старійшина відмовляється зцілювати Стівена, він говорить, що той повинен зайнятися вивченням магії й сам знайти зцілення. Розлючений відмовою, Стрендж збирається піти з замку Старійшини, але проходячи повз одну з кімнат, він бачить учня Старійшини — барона Мордо, який готується вбити свого вчителя. Стівен попереджає Старійшину про замах, що готується, тим самим рятуючи чарівникові життя. Мордо біжить із замка Старійшини, який пропонує Стренджу стати його новим учнем.

### Верховний Маг Землі
Наступні 7 років Стрендж займається вивченням магії, часто допомагаючи своєму вчителеві в боротьбі з демоном та чаклуном Дормамму, який намагається вирватися зі свого виміру, щоб поглинути енергію життя Землі. Досягти своєї мети Дормамму допомагав барон Мордо. Після навчання, Стівен повернувся в Нью-Йорк Магістром Містичних Наук, але найголовніше, що він став найсильнішим магом Землі. І повернувся він не один, у Стренджа з'явився слуга, на ім'я Вонґ (він був членом лінії сімейства, службовця Магістрів Містичних Наук) і учениця Клеа (згодом вона стала дружиною Доктора). У Нью-Йорку Доктор Стрендж з помічниками починають боротьбу проти темних сил.
Зазвичай Стрендж постає нам як мудрий, сильний, справедливий маг. Доктор Стрендж захищає світ від усього потойбічного, вважається одною з найсильніших істот у світі (враховуючи всі види життя). Так в класичній серії він навіть вступав в команду Ілюмінатів, в якій разом з ним знаходилися такі найбільші супергерої, як Немор-підводник (король Атлантиди), Чорний Грім (король Нелюдей), професор Чарльз Ксавьє (лідер Людей Ікс), Рід Річардс (лідер Фантастичної четвірки) і Тоні Старк (один із засновників Месників). Стрендж часто допомагав іншим героям, а також брав участь в великих подіях. Також у доктора загострене почуття справедливості, він завжди тверезо оцінює ситуацію і розуміє, хто правий. Так за часів війни супергероїв (введення реєстрації супергероїв) Стрендж прийняв нейтральну сторону і навіть відмовився від їжі та інших благ до закінчення війни, розуміючи, що правих в ній немає.

## Сили й здібності
Доктор Стрендж є дуже сильним чарівником, який черпає свої сили від таких містичних істот, як трійця Вішанті — Хоггот, Оштур, Агамотто; Октессенсів — група з 8 істот, що включають Балфакка, Сітторакка, Фараллаха, Іконна, Краккана, Раггадорра, Валторра і Ватумба. Крім цього він володіє найціннішими магічними артефактами, включаючи плащ левітації, Око Агамотто, який використовується для нейтралізації темної магії, Книгу Вішанті, в якій зберігаються заклинання білої магії, і Куля Агамотто.
Крім цього, Стівен — обдарований хірург, який в короткі терміни зумів стати одним із найкращих у своїй професії. Основна спеціалізація Стренджа — нейрохірургія (розділ хірургії, що займається питаннями оперативного лікування захворювань нервової системи). Після того, як Стівен потрапив в автокатастрофу і пошкодив свої руки, він втратив можливість продовжувати свою професійну кар'єру. Проте, Стрендж як і раніше здатний виконувати обов'язки помічника або наставника хірурга. Протягом семи років Стівен вивчав окультизм і магію під керівництвом Старійшини. Повернувшись в Нью-Йорк, Стрендж продовжив займатися самоосвітою. Стівен навчався рукопашного бою у ченців Камар Таджу (англ. Kamar Taj). Ці навички не раз допомагали чарівникові у випадках, коли він не міг користуватися магією. Стрендж також навчав рукопашного бою своїх учнів.
Стівен Стрендж вважається наймогутнішим магом в космосі. За словами Вічності, він сильніший за будь-якого іншого гуманоїда. Стрендж носив титул Верховного Мага з 1983 (зі смертю Старійшини), за винятком періоду від 1992 до 1995 року. Він відмовився від титулу у 2009 році, проте у 2012 році довів, що може врятувати світ без нього.

## Історія публікацій персонажу

### 1960-ті роки
Доктор Стрендж був створений сценаристом Стеном Лі та художником Стівом Дітко. У 2008 році Дітко сказав: «Я створив для Лі історію з п'яти сторінок для різноманітності персонажів у Marvel Comics. Мій персонаж був названий Доктором Стренджем, тому що він з'явився в Strange Tales».
У 1963 році в листі до Джеррі Бейлсу Лі висловився про ідею Дітко:
```
«Отже, у нас є новий персонаж в рамках 
Strange Tales
 (п'ятисторінкова арка під назвою «Dr. Strange»). Стів Дітко малюватиме його. Для нього характерна тема чорної магії. Перша історія не була видатною, але можливо ми зможемо зробити що-небудь про нього. Спочатку ми хотіли назвати його Містером Стренджем, але думали, що це дуже схоже на Містера Фантастика. Зараз, однак, я пам'ятаю, що у нас був лиходій, на ім'я Доктор Стрендж в одному з недавніх випусків нашого журналу, сподіваюся не виникне плутанини!»
```

Доктор Стрендж дебютував в Strange Tales #110 (липень, 1963 року), де він розділив комікс з Людиною-Факелом. Згодом Доктор Стрендж з'явився в випусках #110—111 і #114, а потім в #115 (грудень 1963) була представлена восьми сторінкова історія походження супергероя. На створення персонажа Стена Лі надихнула радіо програма «Chandu the Magician», яка була показана на Mutual Broadcasting System в 1930-х.
З #135 (серпень 1965) персонаж Людина-факел був скасований, і Доктору Стренджу довелося ділити Strange Tales зі шпигунською серією Агентів Щ. И. Т.а. Дітко почав малювати Доктора Стренджа з випуску #146 (липень 1966), і в цей період він і Лі стали створювати союзників персонажа, таких як Клеа — можливий любовний інтерес Доктора, яка спочатку дебютувала в Strange Tales #126 (листопад 1964), проте деякий час залишалася безіменною; а також ворогів супергероя, таких як демон Дормамму з полум'ям на голові та Кошмар в # 110.
В історіях Лі та Дітко демонструвалися сюрреалістичні пейзажі і яскраві візуальні ефекти. У сюжетній лінії Strange Tales #130—146, що складається з 17 випусків, Дітко зобразив персонажа Вічність, представленого як абстрактний силует, контури якого заповнені космосом.

### 1970— 1990-ті роки
На початку 1970-х Стрендж, поряд з Людиною-льодом позбувся сольної серії коміксів. Згодом Доктор Стрендж з'явився в трьох випусках Marvel Feature, де він, Підводник і Халк сформували команду Захисники. Потім історія Доктора продовжилася в Marvel Premiere #3-14 (липень 1972 — березень 1974). У цій арці з'явився ще один постійний ворог Доктора Стренджа — демон Шума-Ґорат, створений сценаристом Стівом Енглхартом і художником Френком Бруннером. В #8-10 (травень-вересень 1973) Стрендж був змушений закрити розум Старійшини, тим самим убивши свого наставника. Тоді ж Стрендж прийняв титул Верховного Мага Землі. Енглхарт і Бруннер створили ще кілька випусків, де головним лиходієм був чаклун Сайз-Нег, який знайшов величезну магічну силу і зміг з її допомогою перебудувати Всесвіт. Стен Лі зажадав від авторів спростування, де говориться, що цей персонаж не був Богом, щоб не зачепити релігійні почуття читачів. Сценарист і художник надрукували підроблений лист від вигаданого міністра, де той нібито високо хвалив їх сюжет. Потім вони відправили його в Marvel з Техасу, і студія мимоволі надрукувала цей лист, проте потім дала спростування.
Doctor Strange vol 1 #177 (лютий 1969), художник — Ден Едкінс. Починаючи з цього випуску, зовнішній вигляд Доктора Стренджа зазнав значних змін.
Marvel Premiere була перейменована в Doctor Strange: Master of the Mystic Arts, також відома як Doctor Strange vol. 2, яка складалася з 81 випуску (червень 1974 — лютий 1987). В The Tomb of Dracula #44 між Стренджем і Дракулою зав'язався кросовер. У завершальній історії від Енглхарта Доктор відправився назад в минуле, де зіткнувся з Бенджаміном Франкліном.
Стрендж зустрів своїх союзників Топаз в #75 (лютий 1986) і Рінтраха в #80 (грудень 1986). Серія закінчилася грандіозною битвою, в ході якої Стрендж втратив вагому частину своїх магічних сил, а також безліч містичних артефактів. Його особняк і святилище також зазнали серйозних руйнувань.
Комікс був закритий з огляду на те, що історії про Доктора Стрендж почали публікуватися в Strange Tales vol. 2 аж до #19 (квітень 1987 — жовтень 1988), де крім Доктора провідними персонажами були Плащ і Кинджал. За сюжетом, Стрендж намагався повернути втрачені магічні сили і містичні артефакти, а також відродити загиблих Захисників.
У Стренджа знову з'явилася власна серія коміксів під назвою Doctor Strange: Sorcerer Supreme, яка тривала 90 випусків (листопад 1988 — червень 1996). Спочатку над серією працювали сценарист Пітер Гілліс і художники Пітер Кейс і Ренді Емберлін. Сюжетні лінії, як правило, розтягувалися на кілька випусків. Протягом випусків Стрендж втратив звання Верховного Мага, коли відмовився діяти від імені містичної сутності Вішанті. Крім того, Стрендж на деякий час став частиною Синів Півночі, групи, що складається з надприродних персонажів Marvel. Надалі Стівен навчився магії Хаосу, а також возз'єднався з оригінальним складом Захисників. Стрендж повернув собі титул Верховного Мага в Doctor Strange: Sorcerer Supreme #80 (серпень 1995).
Стрендж разом з Людиною-Факелом і істотою з'явилися в one-shot в Strange Tales vol. 3 #1 (Листопад 1994).
Персонаж був показаний в декількох обмежених серіях. Спочатку Верховний Маг з'явився в Doctor Strange: The Flight of Bones # 1-4 (лютий — травень 1999), де зіткнувся зі своїм заклятим ворогом Дормамму. Стрендж справив великий вплив на формування Відьом з Witches #1-4 (серпень — листопад 2004). У серії Strange (листопад 2004-липень 2005), написаної Джорджем Майклом Стражинські та Семом Бернсом, повторно розкривається історія походження Доктора. В іншій обмеженій серії Doctor Strange: The Oath #1-5 (грудень 2006 — квітень 2007), написаної Браяном К. Воном і проілюстрованою Маркосом Мартіном, показано, як персонаж несе відповідальність як мага і хірурга.
Протягом багатьох років Доктор Стрендж з'явився в чотирьох графічних романах: Doctor Strange: Into Shamballa (1986), Doctor Strange & Doctor Doom і Triumph and Torment (1989), Spider-Man / Dr. Strange: The Way to Dusty Death (1992), Dr. Strange: What Is It That Disturbs You, Stephen? (1997).

### 2000-ні роки
У 2000-х роках Доктор Стрендж з'являвся в різних коміксах як другорядний персонаж. Він регулярно з'являвся в коміксі The Amazing Spider-Man, яким на той момент займався Джозеф Майкл Стражинські. Пізніше Стрендж з'явився в рамках коміксу New Avengers, де він став членом Ілюмінатів, секретної групи, яка збирається, коли вирішуються важливі питання, що стосуються долі всієї Землі. Після подій Громадянської війни, де Стрендж виступав проти Акту реєстрації надлюдей і допоміг опозиційній групі в боротьбі з Люком Кейджем, він надав свій особняк Ілюмінатам як штаб-квартиру.
В New Avengers #54, де Доктор Дум напав на Месників і маніпулював Багряною відьмою, Доктор Стрендж не став допомагати героям, після чого відмовився від титулу Верховного Мага Землі. Таким чином очі Агамотто і мантія Стренджа дісталися Доктору Вуду, який став новим Верховним Магом.
Стрендж також з'явився в серії The Order, яка розповідала про повернення Захисників.

### 2010-ті роки
Протягом 2010—2013 років Доктор Стрендж з'явився на сторінках коміксів як звичайний персонаж. Коли Доктор Вуду пожертвував своїм життям, щоб зупинити демона Агамотто, Стрендж почав відчувати відповідальність перед світом. Він приєднався до Месників і дав їм в розпорядження свого слугу Вонґа. У більш пізніх випусках Стрендж і Вонґ надавали допомогу Месникам разом. Згодом Стрендж повертається до ролі Верховного Мага Землі, коли брат Доктора Вуду напав на Месників, використовуючи різні темні мистецтва як зброю. До героя з'явився дух Старійшини, який наставив його на шлях істинний. Хоча Стрендж офіційно не був Верховним Магом Землі, його готовність боротися за мир, а також глибокі здібності в області магії довели, що він заслужив право носити мантію чарівника. Стрендж продовжив з'являтися в коміксах New Avengers, в основному як член Ілюмінатів. Незабаром після оприлюднення дій Ілюмінатів, Стрендж залишив цей всесвіт і приєднався до Чорних Священників, які використовували свої повноваження для спотворення реальності. Стівен, поряд з іншими священниками, зустрівся зі Месниками, щоб знайти відповідального за розпад мультивсесвіту. Стрендж, своєю чергою, запропонував Месникам допомогу в пошуку.

## Комікси українською

Обкладинка українського видання 2019

### "Доктор Стрендж: Прокляття"
17 лютого 2019 року видавництво Fireclaw, одне з офіційних ліцензіарів коміксів Marvel, випустило збірку усіх випусків у форматі м'якої обкладинки українською мовою. 

### "Доктор Стрендж та Доктор Дум. Тріумф й муки"[2]
У листопаді 2020 року видавництво Molfar Comics анонсувало вихід коміксу "Доктор Стрендж та Доктор Дум. Тріумф й муки", а вже у грудні того ж року видання надійшло до продажу. Комікс вперше був виданий у 1989, американським видавництвом Marvel comics, сценаристом виступив Роджер Стерн — відомий за роботами над серіями коміксів: "The Incredible Hulk (Vol 13-14)" — (Неймовірний Галк, том 13-14), "The Amazing Spider Man Vol 21-22" (Дивовижна Людина Павук том 21-22) та інші. Художником виступив Майк Міньйола відомий роботами над серіями коміксів "Геллбой" — для видавництва Dark Horse, "Єнот Ракета" , "Вартові Галактики" та інші.

## Колекційні видання
Різні історії про Доктора Стренджа у виданнях:
- Essential Marvel
  - Vol. 1 включає Strange Tales #110-#111, #114-#168; 608 сторінок, грудень 2001, ISBN 0-7851-2316-4
  - Vol. 2 включає Doctor Strange #169-#178, #180-#183; The Avengers #61; Sub-Mariner #22; The Incredible Hulk vol. 2, #126; Marvel Feature #1; Marvel Premiere #3-#10, #12-#14, 608 сторінок, березень 2005, ISBN 0-7851-1668-0
  - Vol. 3 включає Doctor Strange vol. 2, #1-#29, Doctor Strange Annual #1 і The Tomb of Dracula #44-#45, 616 сторінок, грудень 2007, ISBN 978-0-7851-2733-8
  - Vol. 4 включає Doctor Strange vol. 2, #30-#56; Chamber of Chills #4; Man-Thing #4, 564 сторінок, червень 2009, ISBN 978-0-7851-3062-8
- Marvel Masterworks: Doctor Strange
  - Vol. 1 включає Strange Tales #110-#111, #114-#141, 272 сторінок, вересень 2003, ISBN 0-7851-1180-8
  - Vol. 2 включає Strange Tales #142-#168, 304 сторінок, вересень 2005, ISBN 0-7851-1737-7
  - Vol. 3 включає Doctor Strange #169-#179, The Avengers #61; 256 сторінок, березень 2007, ISBN 0-7851-2410-1
  - Vol. 4 включає Doctor Strange #180-183; Sub-Mariner #22; The Incredible Hulk vol. 2, #126; Marvel Feature #1; Marvel Premiere #3-#8, 272 сторінок, січень 2010, ISBN 978-0-7851-3495-4
  - Vol. 5 включає Marvel Premiere #9-14; Doctor Strange vol. 2 #1-9, 272 сторінок, квітень 2011, ISBN 978-0-7851-5022-0
  - Vol. 6 включає Doctor Strange vol. 2 #10-22; Annual #1; Tomb of Dracula #44, 288 сторінок, липень 2013, ISBN 978-0-7851-6786-0
- Origins of Marvel Comics. — Marvel. — ISBN 978-0-7851-5615-4. включає історії про Доктора Стренджа з Strange Tales #110, 115 і 155, 254 сторінки.
- Стен Лі. Stan Lee Presents Doctor Strange: Master of the Mystic Arts. — Pocket Books. — ISBN 978-0-671-81447-2. включає історії про Доктора Стренджа з Strange Tales #111, 116, 119—120, 123, 131—133, 132 сторінок.
- Стен Лі. Bring on the Bad Guys: Origins of Marvel Villains. — Marvel Comics, 1998. — ISBN 978-0-7851-0597-8. включає історії про Доктора Стренджа з Strange Tales #126-127, 253 стор., жовтень 1976, Simon & Schuster, ISBN 978-0671223557
- Стен Лі. Marvel's Greatest Superhero Battles. — Simon and Schuster. — ISBN 978-0-671-24544-3. включає історії про Доктора Стренджа з Strange Tales #139-141, 253 сторінок.
- Стів Енглехарт. Doctor Strange: A Separate Reality. — Marvel Enterprises, Incorporated, 2002. — ISBN 978-0-7851-0836-8. включає Marvel Premiere #9-10, 12-14; Doctor Strange vol. 2, #1-2, 4-5, 176 сторінок.
- Dr. Strange Vs. Dracula: The Montesi Formula. — Marvel. — ISBN 978-0-7851-2244-9., включає Doctor Strange vol. 2 #14, 58-62; The Tomb of Dracula #44, 160 сторінок, жовтень 2006
- Infinity Gauntlet Aftermath (Doctor. Strange: Sorcerer Supreme #36)
- Doctor Strange: The Oath. — Marvel. — ISBN 978-0-7851-2211-1. включає Doctor Strange: The Oath #1-5,
- Dr. Strange: Strange Tales. — Marvel. — ISBN 978-0-7851-5549-2. включає Strange Tales vol. 2, #1-19, 240 сторінок, жовтень 2011, ISBN 978-0-7851-5549-2
- Марк Вейд. Doctor is Out!. — Marvel Worldwide, Incorporated, 2010. — ISBN 978-0-7851-4425-0.